# Zalesie Borowe
Zalesie Borowe – wieś sołecka w Polsce położona w województwie mazowieckim, w powiecie legionowskim, w gminie Serock. 
W latach 1975–1998 miejscowość administracyjnie należała do województwa warszawskiego.